# Wilhelm Hoffmann
Pour les articles homonymes, voir Hoffmann.
Wilhelm Hoffmann, né le 25 janvier 1909 à Leipzig et mort le 16 avril 1969 à Tübingen, est un historien allemand, spécialiste de l'Antiquité, notamment de l'Antiquité romaine.

## Biographie
Hoffmann reçoit en 1932 sa promotion de l'université de Leipzig (où il étudie auprès d'Helmut Berve) pour sa thèse portant sur les livres sibyllins. Il est habilité en 1940 après sa thèse sur Tite-Live et la deuxième guerre punique, à la suite de quoi il est nommé Privatdozent. En 1947, il enseigne à l'université de Hambourg, où il est professeur hors-cadre en 1949, puis il est professeur ordinaire en 1962 à l'université de Giessen et en 1968, à l'université de Tübingen. Il meurt un an plus tard.

## Œuvre
Hoffmann s'intéresse avant tout dans ses travaux à la République romaine et d'abord à l'époque des guerres puniques.

## Quelques publications
- Wandel und Herkunft der Sibyllinischen Bücher in Rom, thèse, Leipzig, 1932
- Rom und die griechische Welt im 4. Jahrhundert, Dieterich, Leipzig 1934.
- Livius und der Zweite Punische Krieg, Weidmann, Berlin, 1942.
- Hannibal, Vandenhoeck & Ruprecht, Göttingen, 1962.

## Source
- (de) Cet article est partiellement ou en totalité issu de l’article de Wikipédia en allemand intitulé « Wilhelm Hoffmann (Historiker) » (voir la liste des auteurs).